# New Castle (Delaware)
New Castle – miasto w Stanach Zjednoczonych, w stanie Delaware, w hrabstwie New Castle.

## Znane osoby
Urodził się tutaj Walter W. Bacon, amerykański polityk, gubernator stanu Delaware.